# Arrondissement de Mayence
Das Arrondissement de Mayence (deutsch: Arrondissement Mainz, auch Bezirk von Mainz) war eine von vier Verwaltungseinheiten im Département du Mont-Tonnerre (Département Donnersberg). Das Arrondissement war in den Jahren 1798 bis 1814 Teil der Französischen Republik (1798–1804) und des Französischen Kaiserreichs (1804–1814).
Das Gebiet des Arrondissement de Mayence fiel aufgrund der Beschlüsse auf dem Wiener Kongress zum Großteil als Provinz Rheinhessen an das Großherzogtum Hessen. Der Kanton Kirchheim gehörte ab 30. April 1816 zum später eingerichteten Rheinkreis des Königreichs Bayern. Seit 1946 gehört das Gebiet zu Rheinland-Pfalz.

## Geographie
Das Arrondissement wird im Osten vom Rhein, im Westen vom südlichen Teil des Département de Rhin-et-Moselle und im Süden vom Arrondissement de Kayserslautern und Arrondissement de Spire begrenzt. Der Hauptort Mayence lag in einer Entfernung von 548 km beziehungsweise 144 Meilen östlich von Paris.

## Verwaltungsgliederung
Das Arrondissement Mainz gliederte sich in 10 Kantone, 111 Mairies und 188 Gemeinden, in denen im Jahr 1809 insgesamt 66.444 Männer und 72.448 Frauen lebten.
Diese Kantone waren: Alzey, Bechtheim, Bingen, Kirchheim, Mainz, Niederolm, Oberingelheim, Oppenheim, Wöllstein und Wörrstadt.

## Administration

### Juristische Institutionen
- Kriminalrichter, Strafjustiz und Sondergerichtswesen (Felix Anton Blau)
- Gerichte der ersten Instanz und Handelsgericht (wobei das Berufungsgericht in Trier war)[2]

## Industrie / Gewerbe
Herstellung von Tabak, Weine, Mainzer Schinken, Vorhänge, Seide, Toilerie, Zuckerraffinerie.

### Handelskammer
Hauptberufliche und ehrenamtliche Mitarbeiter des „Comité de Commerce de la commune de Mayence“: Heinrich von Mappes, Augustin Leroux, Ernest Dumont, Christian Lauteren, Johann Schmidt, Heinrich Meletta

### Handelsgericht
Daniel Schmidt (Vorsitzender), Georg Ludwig Kayser, Christian Lauteren, Heinrich Meletta, Memminger, Mann (Clerk)

### Kommissionäre
Kommissar: Ackermann & Sohn, Lennig, die Erben Höller, Matheo (P) und Sohn, F. Herr Cremer2

### Großhandel Weinhändler
H. und C. Mappes, Brodzeler frères, Gaspar Herrgen et Matheo, Christian Lauteren, Daniel Schmidt, Jos. Kinn et comp., Frères Arens, Ulmann, Belluc

### Infrastrukturmaßnahmen
Route de Charlemagne